# Johan Petter Wallin
Johan Petter Wallin, född 31 december 1839 i Övertorneå, död 9 juni 1928 i Övertorneå, var en svensk präst och översättare.

## Biografi
Wallin tog folkskollärarexamen 1867, prästvigdes samma år, blev kapellpredikant i Korpilombolo 1873, var folkskoleinspektör 1887–1892 och blev kyrkoherde i Övertorneå församling 1894. Wallin var främst aktiv bland den finska befolkningen i Övertorneå och lät även översätta flera svenska skolböcker till finska.

### Familj
Wallin var gift med Maria Henrika Lindbäck, med vilken han hade tolv barn. Wallin var far till den blivande kyrkoherden i Karl Gustavs församling, Johan William Wallin.